# Championnat de la Martinique de football 2002-2003
Navigation
Saison précédente Saison suivante
La saison 2002-2003 du Championnat de la Martinique de football est la quatre-vingt-quatrième édition de la première division en Martinique, nommée Régionale 1. Les quatorze formations de l'élite sont réunies au sein d'une poule unique où elles s'affrontent deux fois au cours de la saison. Les quatre derniers du classement sont relégués et remplacés par les quatre meilleurs clubs de Régionale 2 à l'issue de la saison.
C'est le Club franciscain, quadruple tenant du titre, qui remporte à nouveau la compétition après avoir terminé en tête du classement final, avec un seul point d’avance sur le Club sportif Case-Pilote et cinq sur le trio Racing Club de Rivière-Pilote-Aiglon du Lamentin-Samaritaine de Sainte-Marie. Il s’agit du neuvième titre de champion de Martinique de l'histoire du club, qui réussit encore le doublé en s'imposant en finale de la Coupe de la Martinique face au New Star Ducos.
Les clubs martiniquais ne prennent plus part à la compétition continentale de leur secteur, la CFU Club Championship. En revanche, une nouvelle compétition est organisée et oppose les meilleures formations martiniquaises aux clubs guadeloupéens : la Ligue Antilles. Les quatre premiers des deux championnats participent chaque saison à cette nouvelle épreuve.

## Qualifications régionales
Les quatre premiers du championnat se qualifient pour la Ligue Antilles 2003-2004.

## Les clubs participants
- Club franciscain
- Club sportif Case-Pilote
- New Club Petit-Bourg
- Golden Star de Fort-de-France
- Samaritaine de Sainte-Marie
- Racing Club de Rivière-Pilote
- Aiglon du Lamentin - Promu de Régionale 2
- Réveil Sportif Gros-Morne - Promu de Régionale 2
- Assaut de Saint-Pierre
- Union sportive du Robert
- New Star Ducos - Promu de Régionale 2
- Club Peléen
- Eclair de Rivière Salée - Promu de Régionale 2
- Stade Spiritain

## Compétition
Le barème de points servant à établir le classement se décompose ainsi :
- Victoire : 3 points
- Match nul : 2 points
- Défaite : 1 point

### Classement
| Rang | Équipe                        | Pts | J  | G  | N  | P  | Bp | Bc | Diff |
| ---- | ----------------------------- | --- | -- | -- | -- | -- | -- | -- | ---- |
| 1    | Club franciscain'T'C          | 66  | 26 | 18 | 4  | 4  | 62 | 25 | +37  |
| 2    | Club sportif Case-Pilote      | 65  | 26 | 15 | 9  | 2  | 38 | 17 | +21  |
| 3    | Racing Club de Rivière-Pilote | 61  | 26 | 13 | 9  | 4  | 43 | 25 | +18  |
| 4    | Aiglon du LamentinP           | 61  | 26 | 14 | 7  | 5  | 40 | 22 | +18  |
| 5    | Samaritaine de Sainte-Marie   | 61  | 26 | 14 | 7  | 5  | 40 | 25 | +15  |
| 6    | Union sportive du Robert      | 50  | 26 | 5  | 14 | 7  | 22 | 22 | 0    |
| 7    | Golden Star de Fort-de-France | 49  | 26 | 7  | 9  | 10 | 31 | 35 | -4   |
| 8    | Assaut de Saint-Pierre        | 48  | 26 | 5  | 12 | 9  | 23 | 30 | -7   |
| 9    | New Club Petit-Bourg          | 48  | 26 | 7  | 8  | 11 | 23 | 30 | -7   |
| 10   | Club Peléen                   | 48  | 26 | 6  | 10 | 10 | 30 | 38 | -8   |
| 11   | Stade Spiritain               | 48  | 26 | 6  | 10 | 10 | 23 | 32 | -9   |
| 12   | New Star DucosP               | 46  | 26 | 7  | 6  | 13 | 22 | 36 | -14  |
| 13   | Eclair de Rivière SaléeP      | 39  | 26 | 1  | 11 | 14 | 10 | 35 | -25  |
| 14   | Réveil Sportif Gros-MorneP    | 38  | 26 | 2  | 8  | 16 | 16 | 51 | -35  |

|  | Qualification pour la Ligue Antilles 2003-2004                                          |
|  | Relégation en deuxième division                                                         |
|  | T : Tenant du titre C : Vainqueur de la Coupe de la Martinique P : Promu de Régionale 2 |

## Bilan de la saison
| Championnat de la Martinique de football 2002-2003 |                                 |
| Champion                                           | Club franciscain (9e titre)     |
| Coupes et trophées                                 |                                 |
| Vainqueur de la Coupe de la Martinique 2002-2003   | Club franciscain                |
| Qualifications continentales                       |                                 |
| Ligue Antilles 2003-2004                           | Club franciscain                |
| Ligue Antilles 2003-2004                           | Club sportif Case-Pilote        |
| Ligue Antilles 2003-2004                           | Racing Club de Rivière-Pilote   |
| Ligue Antilles 2003-2004                           | Aiglon du Lamentin              |
| Promotions et relégations                          |                                 |
| Promus en Régionale 1                              | Club Colonial de Fort-de-France |
| Promus en Régionale 1                              | Etoile Basse-Pointe             |
| Promus en Régionale 1                              | Club Sportif Vauclinois         |
| Promus en Régionale 1                              | Santana Club                    |
| Relégués en Régionale 2                            | Stade Spiritain                 |
| Relégués en Régionale 2                            | New Star Ducos                  |
| Relégués en Régionale 2                            | Eclair de Rivière Salée         |
| Relégués en Régionale 2                            | Réveil Sportif Gros-Morne       |